# Le Cadavre du Palais-Royal
 (janvier 2024).
Si vous disposez d'ouvrages ou d'articles de référence ou si vous connaissez des sites web de qualité traitant du thème abordé ici, merci de compléter l'article en donnant les références utiles à sa vérifiabilité et en les liant à la section « Notes et références ».
Le Cadavre du Palais-Royal est un roman policier historique de Laurent Joffrin publié en 2022. C'est la 15e enquête du commissaire Nicolas Le Floch, la première écrite par Laurent Joffrin après la disparition de Jean-François Parot,.

## Résumé
Le roman se déroule du 24 septembre au 6 octobre 1789, peu après le retour à Paris, à l’appel du roi Louis XVI en juillet à la suite de la prise de la Bastille, de Nicolas Le Floch  qui s’était retiré  dans sa terre de Bretagne. 
L’enquête débute après le signalement à la police d’un enlèvement dans une berline le 24 septembre au Palais Royal d’une femme masquée suivi de la découverte d’un cadavre jeté de cette voiture dans la Seine. La femme enlevée se révèle par la suite être la dame d’honneur de Marie Antoinette, Laure de Fitz-James princesse de Chimay fortement rajeunie dans le roman. L’enquête menée par Nicolas Le Floch et son fidèle assistant, l'inspecteur de police Pierre Bourdeau, fait vivre des évènements importants de la Révolution française, les émeutes de la faim, le banquet du régiment de Flandre à Versailles le 1er octobre, le départ des femmes de Paris à Versailles le 5 octobre et le retour de la famille royale, «le boulanger, la boulangère et le petit mitron » à Paris le lendemain.
Au fil du récit, on rencontre de nombreux acteurs de ces événements, la famille royale, Necker, La Fayette, Saint-Priest, Mirabeau, Choderlos de Laclos, Georges D'Anton, Marat, Camille Desmoulins, Dreux-Brézé, Mounier, Louison Chabry, une des femmes de la délégation présentée à Louis XVI qui s'évanouit en présence du roi, le marquis de Favras, Maillard porte parole de la foule venue de Paris.